# Siedliska (Pasym)
Siedliska (deutsch Freythen, 1938 bis 1945 Freithen) ist ein kleines Dorf in der polnischen Woiwodschaft Ermland-Masuren. Es gehört zur Gmina Pasym (Stadt-und-Land-Gemeinde Passenheim) im Powiat Szczycieński (Kreis Ortelsburg).

## Geographische Lage
Siedliska liegt nordöstlich des Großen Kalbensees (polnisch Jezioro Kalwa) in der südlichen Mitte der Woiwodschaft Ermland-Masuren, 17 Kilometer nordwestlich der Kreisstadt Szczytno (deutsch Ortelsburg).

## Geschichte
Das einstige Freythen war ein unscheinbarer Ort mit mehreren verstreut liegenden kleinen Höfen. Bis 1945 war er ein Wohnplatz innerhalb der Stadt Passenheim (polnisch Pasym) im ostpreußischen Kreis Ortelsburg. Bei der Volkszählung im Jahre 1905 waren in Freythen 291 Einwohner registriert. Am 3. Juni – amtlich bestätigt am 16. Juli – 1938 wurde aus politisch-ideologischen Gründen der Abwehr fremdländisch erscheinender Ortsnamen die Namensschreibweise in „Freithen“ umgeändert.
Mit dem gesamten südlichen Ostpreußen wurde der Ort 1945 in Kriegsfolge an Polen überstellt und erhielt die polnische Namensform „Siedliska“. Heute handelt es sich um eine teilselbständige Ortschaft mit Sitz eines Schulzenamtes (polnisch Sołectwo) im Verbund der Stadt-und-Land-Gemeinde Pasym (Passenheim) im Powiat Szczycieński (Kreis Ortelsburg), bis 1998 der Woiwodschaft Olsztyn, seither der Woiwodschaft Ermland-Masuren zugehörig. Im Jahre 2011 zählte Siedliska 130 Einwohner.

## Kirche
Kirchlich war Freythen/Freithen bis 1945 zur Stadt Passenheim (Pasym) hin orientiert, sowohl zur dortigen evangelischen Kirche als auch zur katholischen Pfarrgemeinde. Der Bezug zur Stadt Pasym mit seiner evangelischen Pfarrei und auch katholischen Gemeinde ist für Siedliska bis heute geblieben.

## Verkehr
Siedliska liegt abseits vom Verkehrsgeschehen an einer Nebenstraße, die bei Pasym von der Landesstraße 53 (ehemalige deutsche Reichsstraße 134) abzweigt und über Otole (Ottilienhof) direkt in den Ort führt. Die nächste Bahnstation ist Pasym an der Bahnstrecke Olsztyn–Ełk.